# Корона шевальє
Корона шевальє - Рангова корона для ідентифікації герба шевальє.
Термін chevalier походить з французької мови та в Бельгії та Франції позначає лицаря та є титулом середньої шляхти.
Корона шевальє складається з обруча, на якому видно п'ять шипів, а на кожному кінчику прикріплена перлина. Навколо кільця між зубцями обмотується срібний шнур.
Подібна до німецької шляхетської корони. Тут не вистачає тільки шнура.